# 432 파크 애비뉴
432 파크 애비뉴(영어: 432 Park Avenue)는 미국 뉴욕주 뉴욕시 맨해튼에 위치한 초고층 주상복합 아파트 건물이다. 지상 85층(지하 3층), 1,396ft(425.5m)로 미국에서 다섯 번째로 높은 빌딩이 되었다. 세계에서 3번째로 높은 아파트 건물이다.
맨해튼 파크 애비뉴의 432번지에 건설되는 관계로 주소 명칭을 따서 432 파크 애비뉴라는 명칭이 붙었으며, 당초 구상 당시에는 398m의 높이로 계획했으나, 이후 착공 직전 425.5m로 상향 조정하였다.

## 높이
432 파크 애비뉴는 뉴욕에서 다섯 번째로 높은 건물이며, 한번 열린 서반구에서 세번째로 높은 주거용 건물이다. 217 웨스트 57번가, 111 웨스트 57번가 비슷한 높이에 있다. 타워는 약 3만 3천 평방피트 (3,100m2)의 공간을 가지고 있다. 이 건물은 공식적으로 2014년 10월 10일에 밖으로 차지했다.

## 디자인

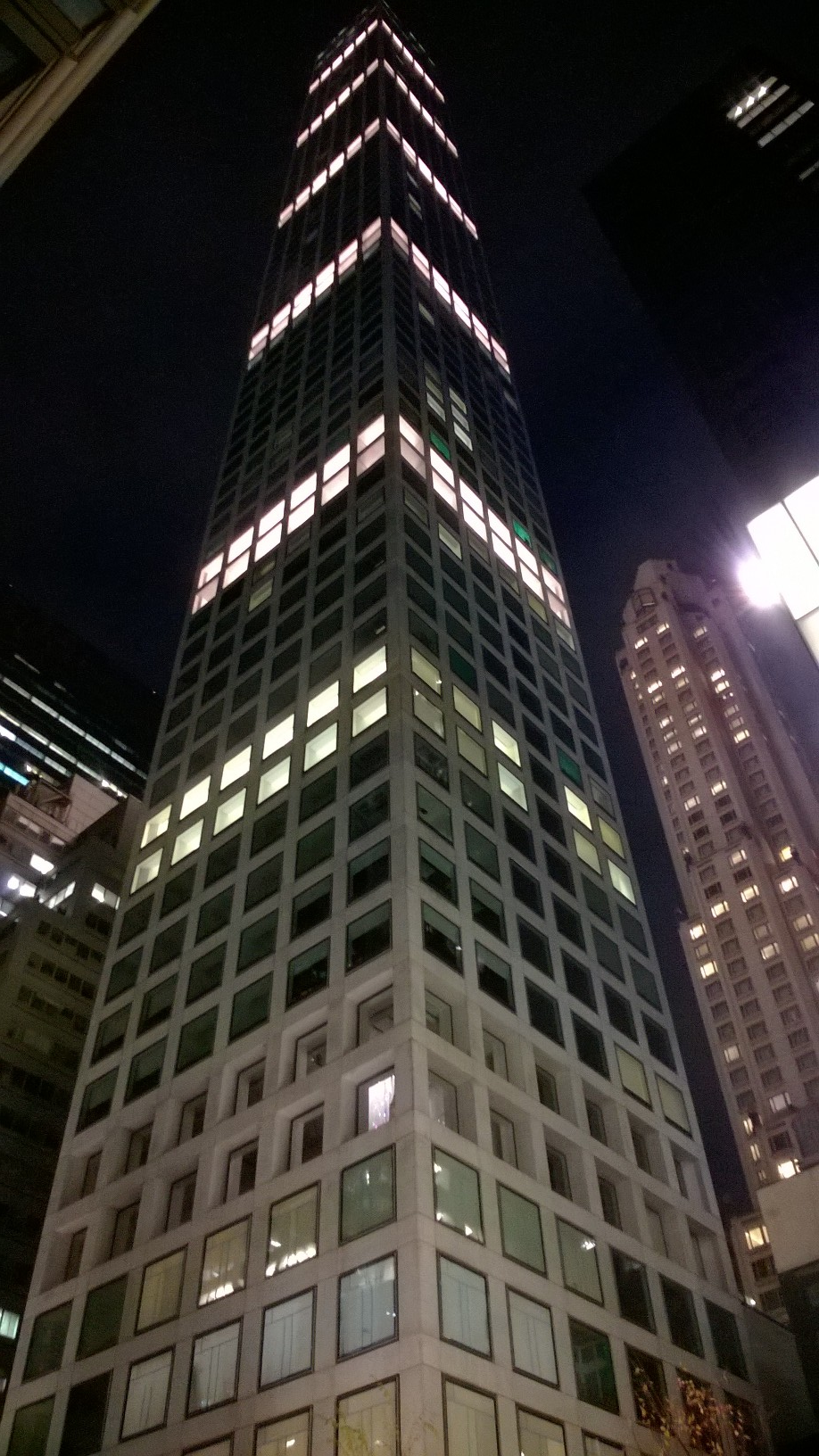
2016년 11월 14일.

순수한 기하학적 형태의 광장을 갖춘 초현대식 건물로 건축가 라파엘 비놀리가 설계했다. 인테리어 또한 일레븐 매디슨 파크와 그래머 선술집을 설계한 데보라 베르케 칸과 회사 벤텔 & 벤텔에 의해 설계되었다. 

### 아파트 및 편의시설
타워의 콘도 유닛은 높은 천장을 갖추고, 이미 9천 5백만 달러 계약에 따라, 라이브러리와 6개의 침실, 7개의 목욕 펜트하우스에 351 평방 피트 스튜디오에 이르기까지 다양하다. 건물의 시설로는 12 피트 골프 교육 시설과 개별 및 선별 객실을 포함한다.
아파의 첫 번째 판매가 1816만달러로 2016년 1월에 보고 되었으며 이는 1775만 달러의 요구 가격보다 높다. 10개의 추가 아파트는 17.4달러에서 44.25백만 달러 사이의 시간에 이용할 수 있다. 35층 중 절반에 해당하는 4,000 평방 피트 (370 평방 미터)에 해당하며 침실 3개와 욕실 4개가 있다. 각 얼굴은 센트럴 파크(Central Park)의 전망이 있는 #35B의 남서쪽을 향한 10x10 피트 (3.0 x 3.0m) 크기의 창문이 6개가 있다.

## 엔지니어링
타워의 구조는 30인치 (760mm) 두께의 벽을 갖춘 30ft (9.1m) 사각 철근 콘크리트 코어로 구성되어 있으며 엔지니어인 실비안 마커스는 "몸의 등뼈와 같다."라고 설명한다. 이 코어는 엘리베이터 샤프트와 모든 건물 기계 서비스를 수용한다. 외부 구조용 스킨은 3피트 8인치 (1.12m)의 넓은 기둥과 폭이 넓은 스판드렐 (수평, 외부) 빔으로 구성되어 창 개구부의 대칭형 '바스켓 그리드'를 둘러싸는 철근 콘크리트 빔이다. 기둥은 탑 바닥에서 5피트 4인치 (1.63m)의 깊이에서 시작하여 맨 위에 20인치 (51cm) 정도된다. 이 레이아웃은 각 층의 모든 내부 공간이 코어와 셸 사이의 전체 27 피트 (8.2 m) 스팬에 대해 완전히 열린 채로 유지되도록 허용한다.
성형 된면이 추가 된면이없는 최종 마감재로 남아있는 외관은 14,000 psi 백색 포틀랜드 시멘트를 사용하여 콘크리트에서 쏟아져 나오고 조인트 강철 거푸집으로 철근 콘크리트 상자가 미리 조립된 주위로 캐스트된다. 바람 부하로 인한 가속을 줄이기는 하지만, 85층 각각의 바닥에서 바닥까지의 높이는 15피트 6인치 (4.72m)이고, 10인치 (25cm) 두께의 바닥 슬라브이며, 상부 층은 최대 18석 (46cm) 두께로 더 많이 넣는다. 또한 이러한 유연한 타워에서 바람의 와류 하중으로 인한 흔들림의 잠재적 인 불편한 영향을 줄이기 위해 12개의 점령된 층 사이에 2층의 창 그리드와 내부 공간을 개방하여 바람이 통과할 수 있도록 한다. 이 바닥에는 또한 덕트 공사를 줄이기 위해 위와 아래의 6개 층에 대한 모듈화가 된 기계 서비스가 포함되어 있다. 또한 두 개의 튜닝된 질량 댐퍼가 타워 상단과 일부 기계 바닥의 아웃 트리거에 배치되어 모션을 감쇠시킨다.

## 갤러리

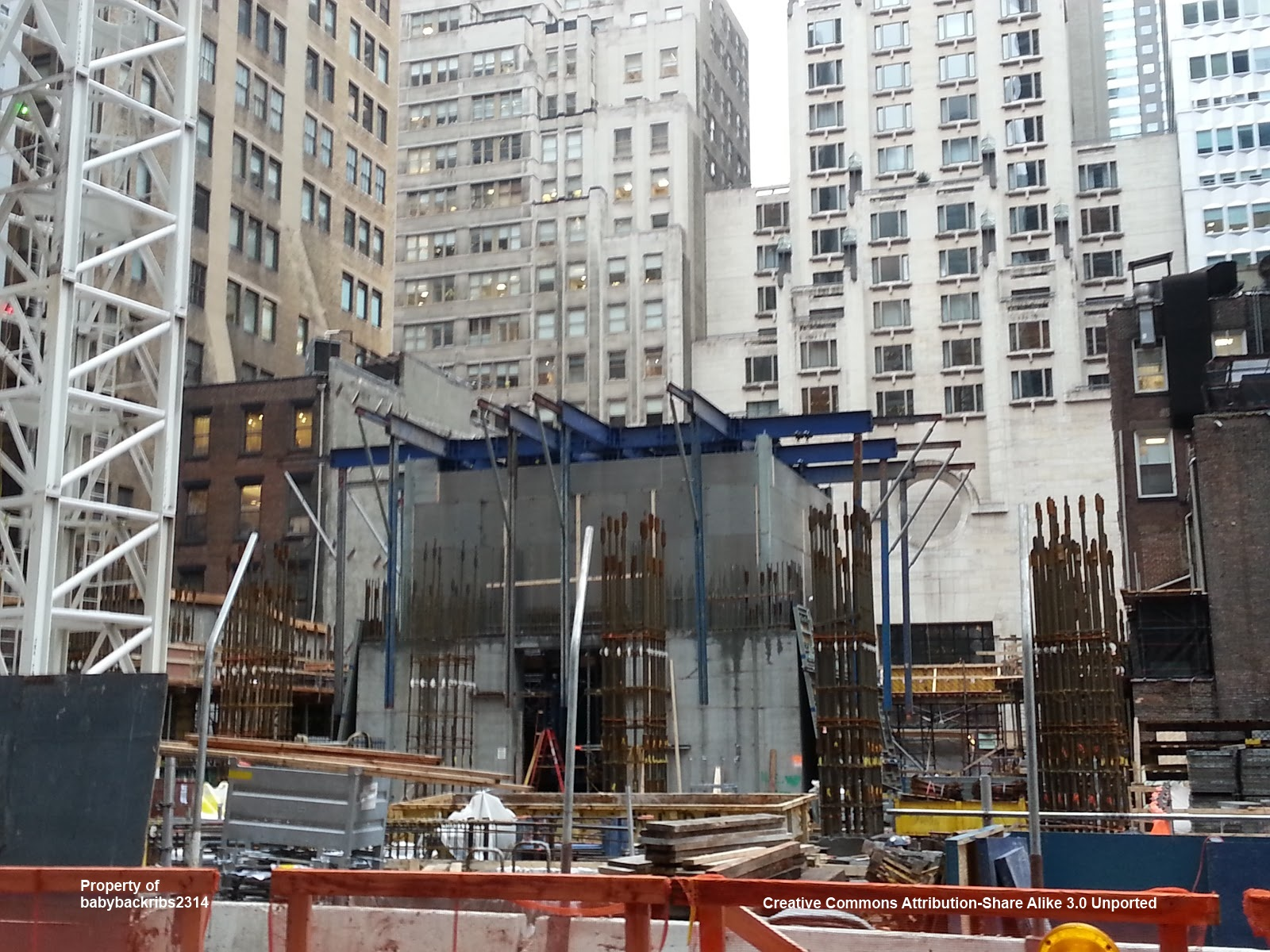
2012년 12월 17일.
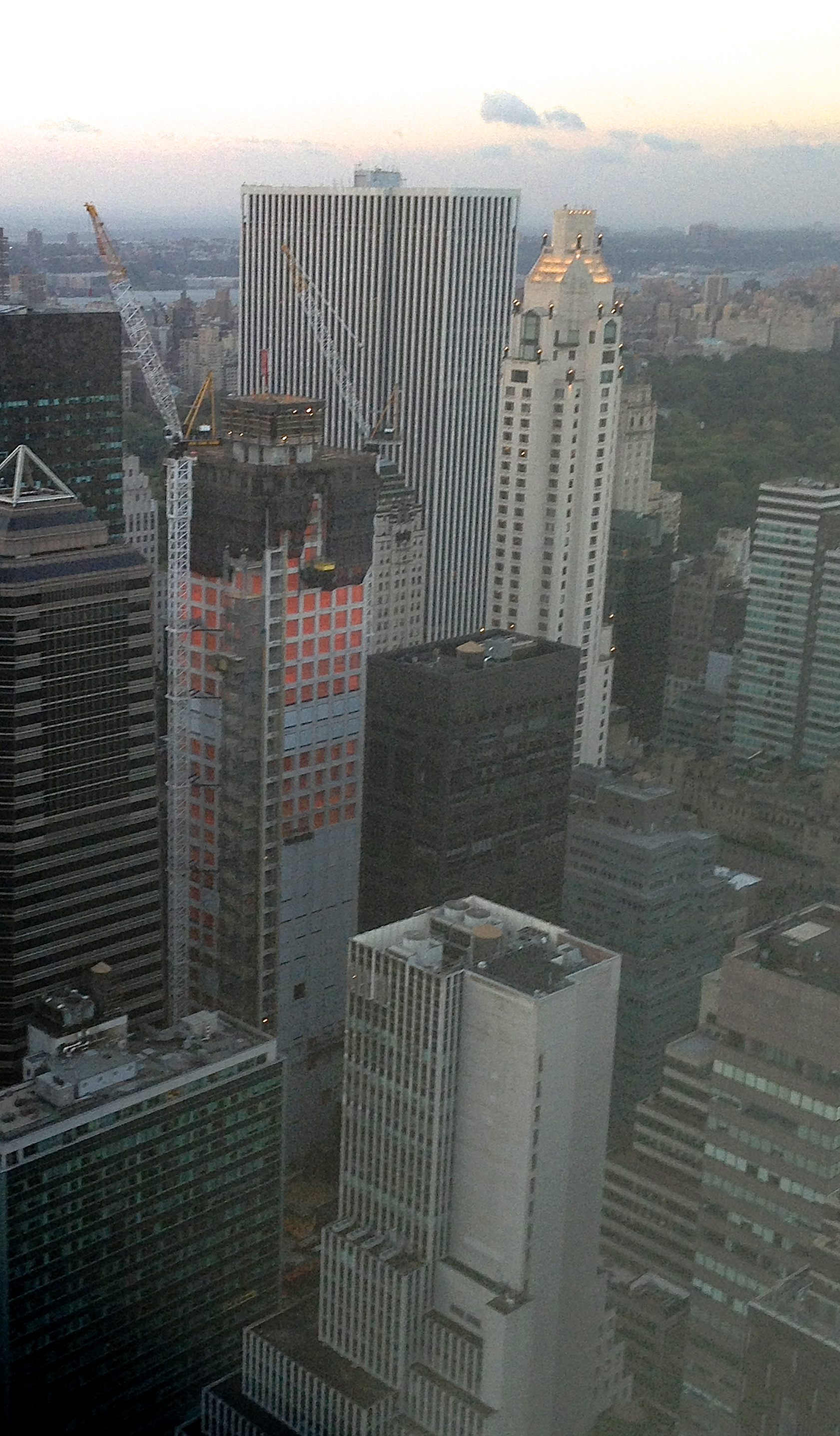
2013년 10월 12일.
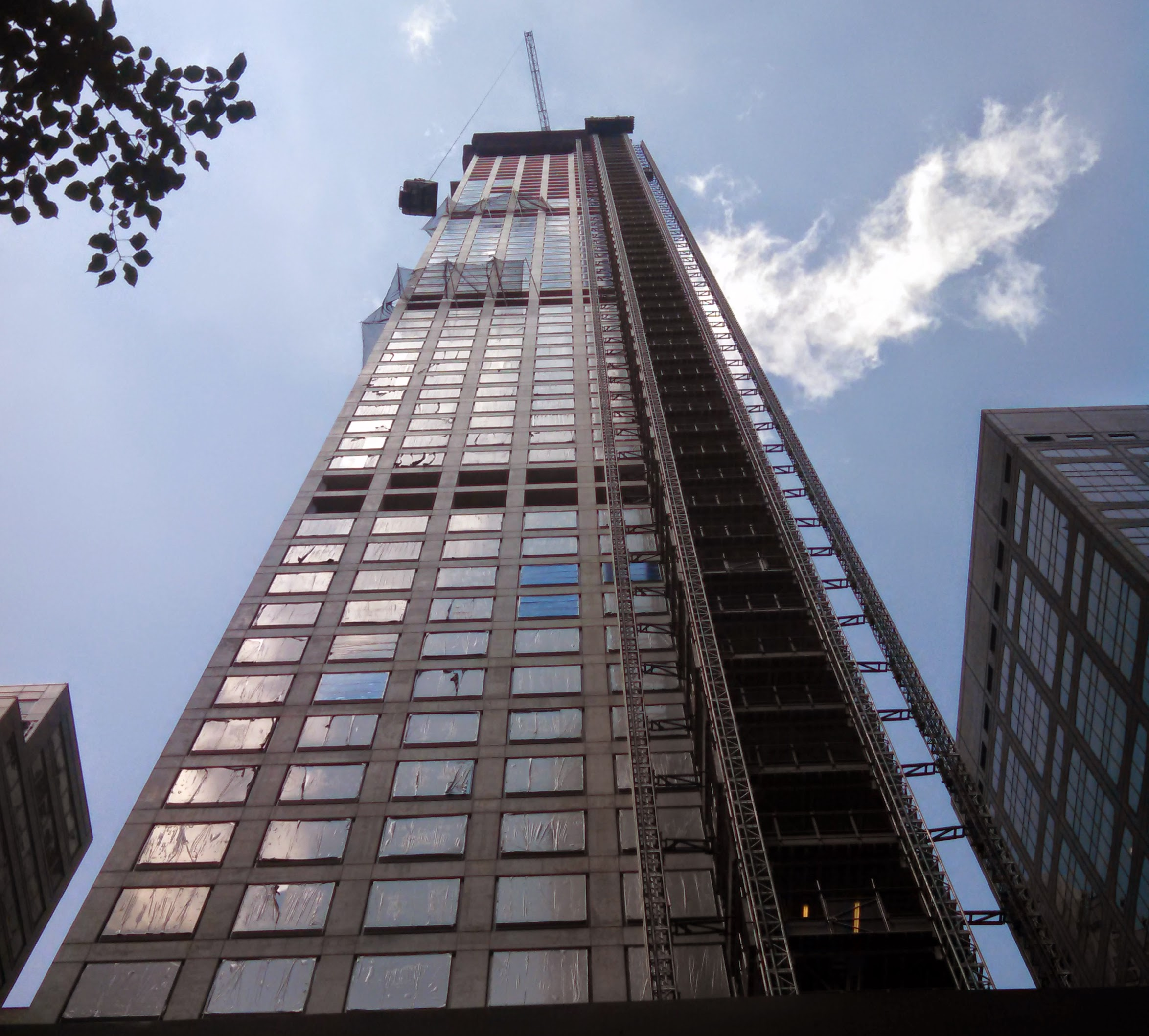
2014년 7월.
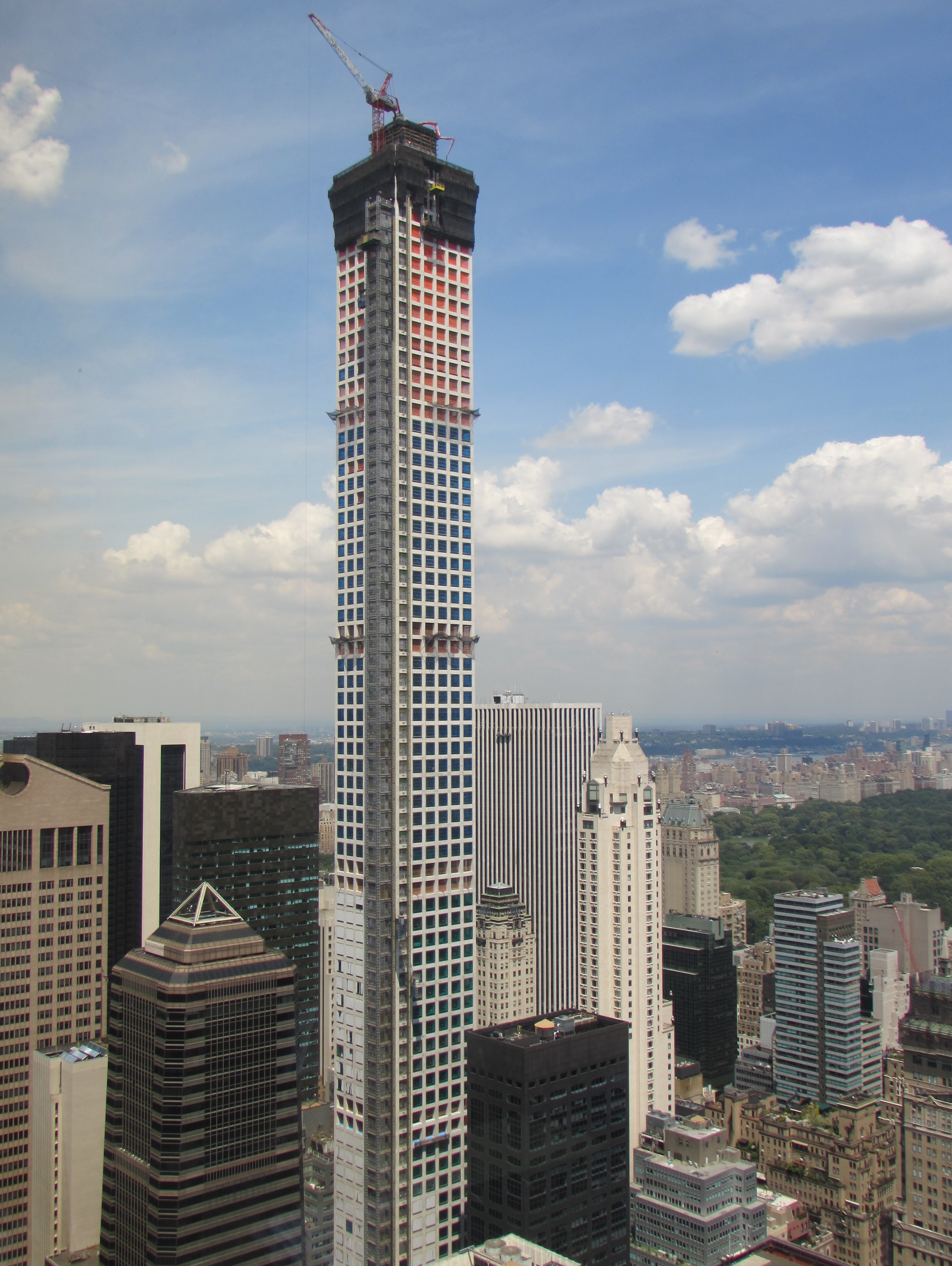
2014년 8월 11일.
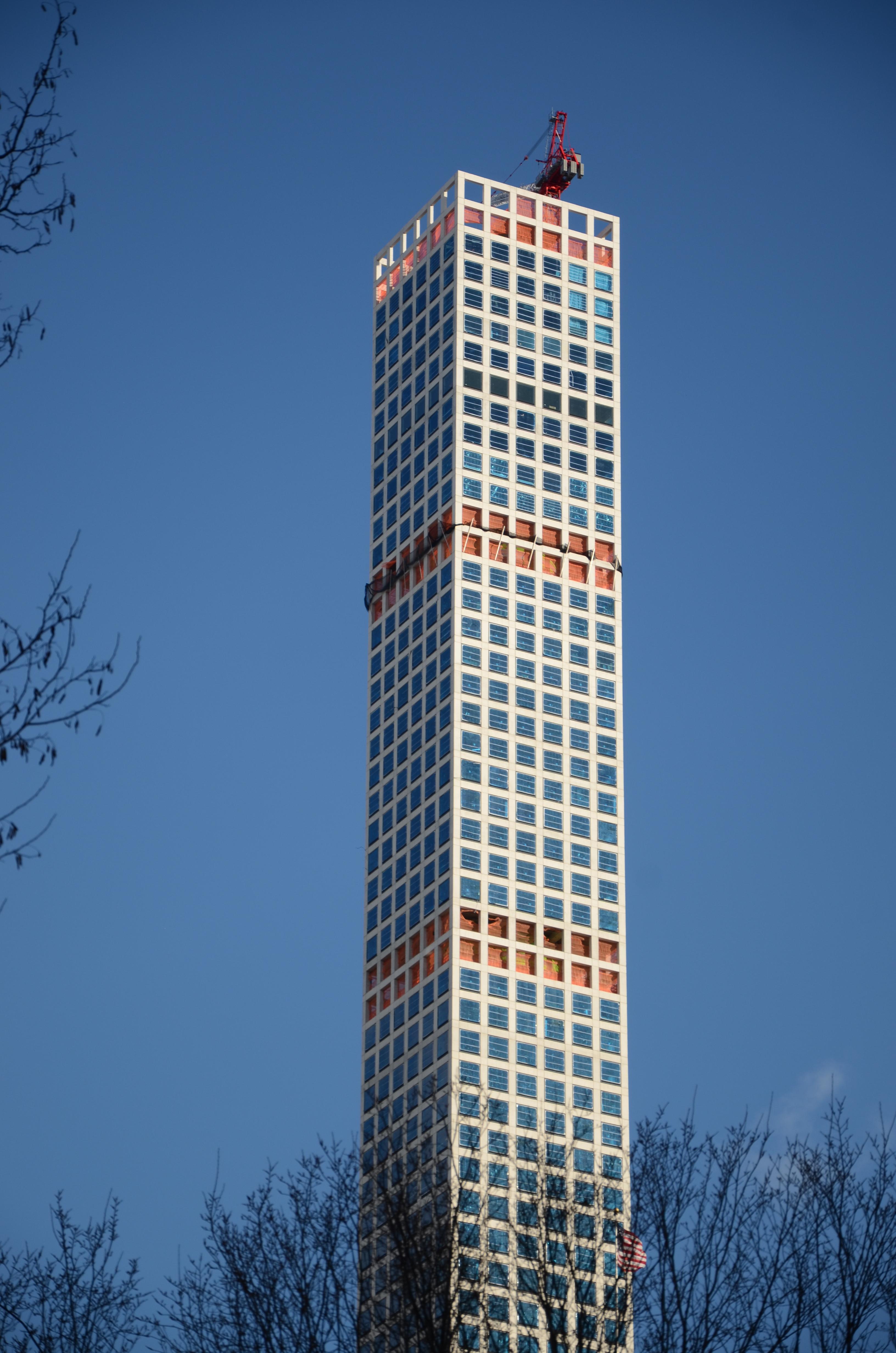
건설 중인 432 파크 애비뉴. 2015년 3월.
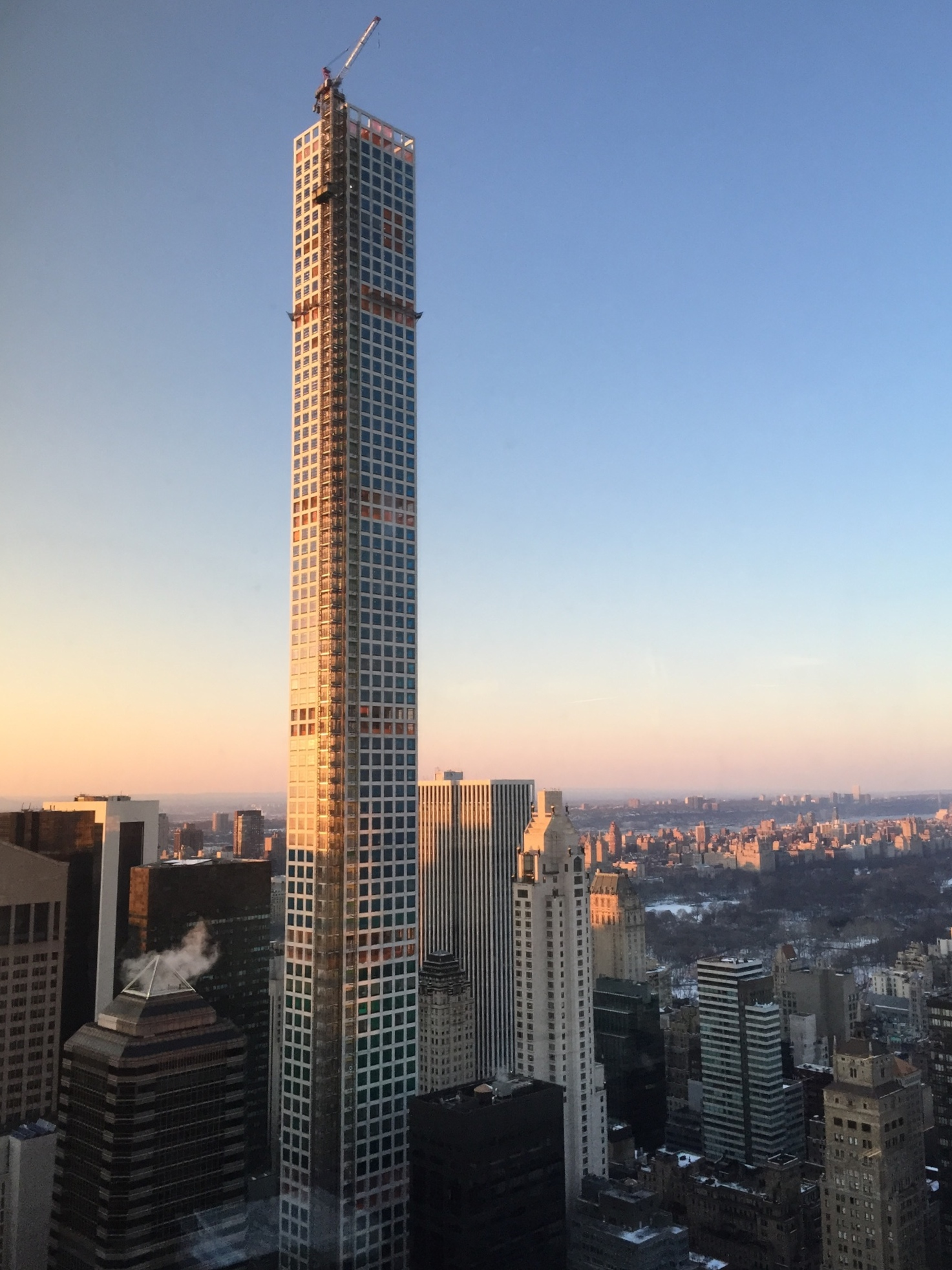
2015년 3월 2일.
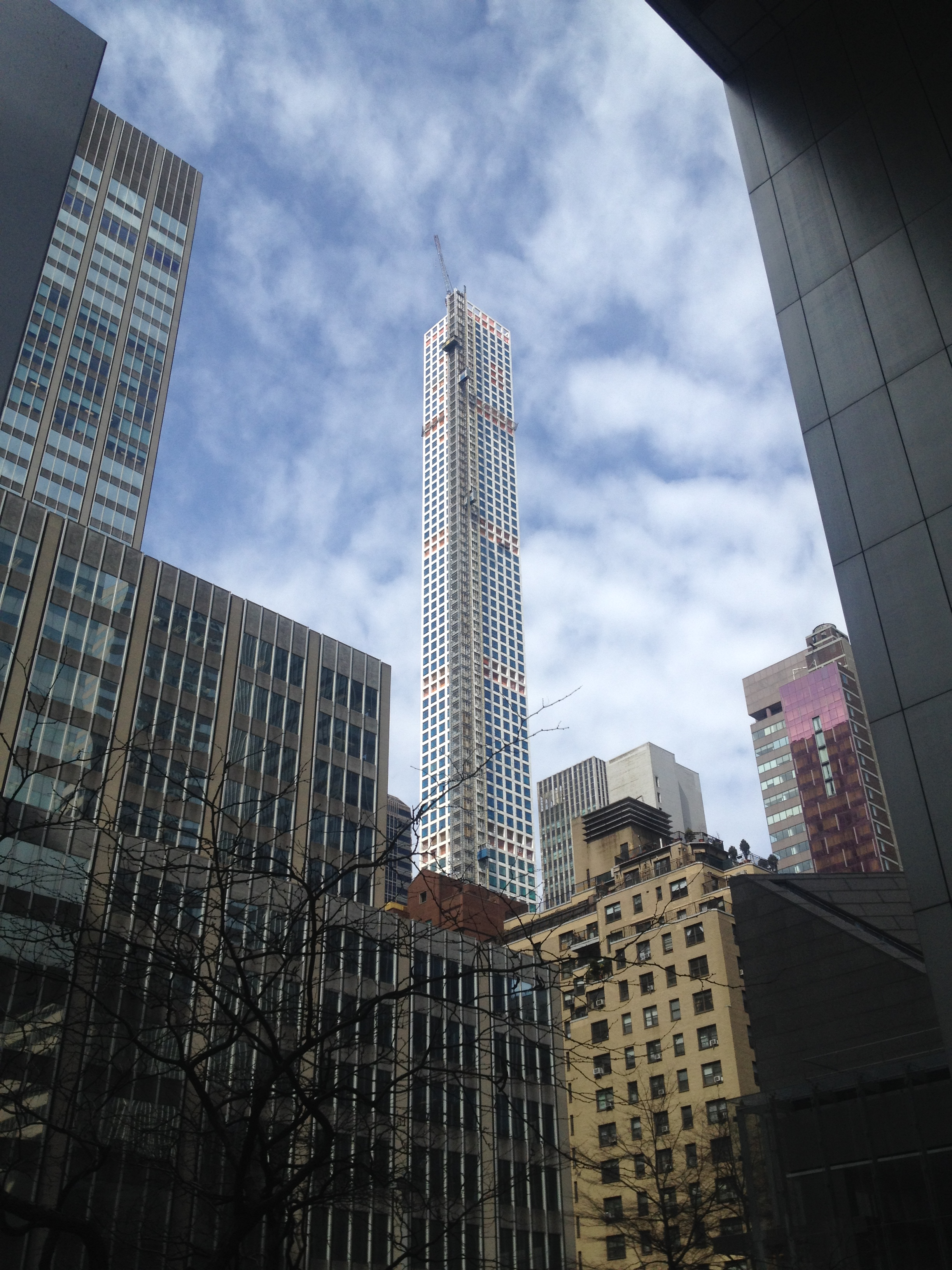
2015년 4월 1일.
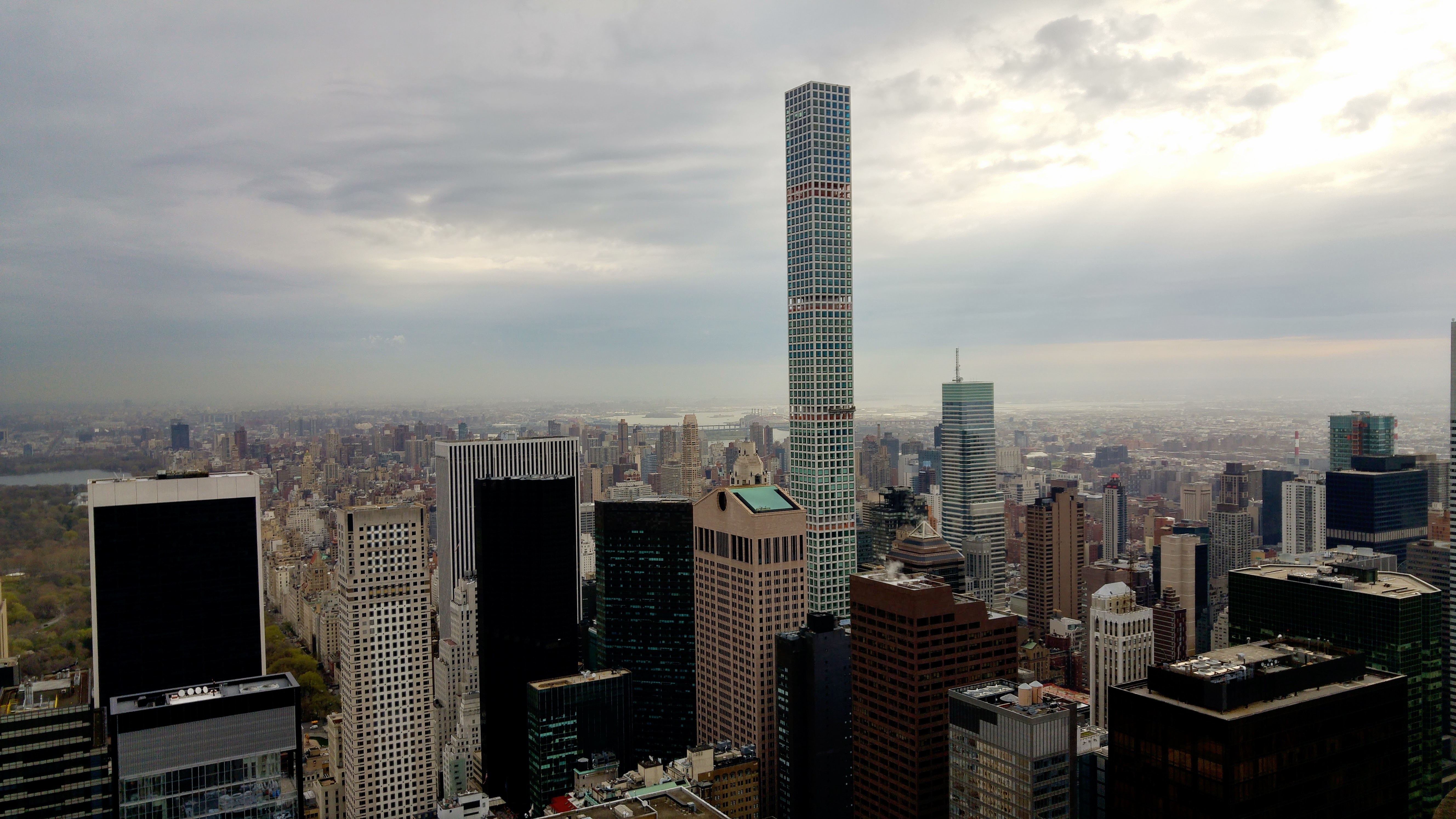
2016년 4월 1일.
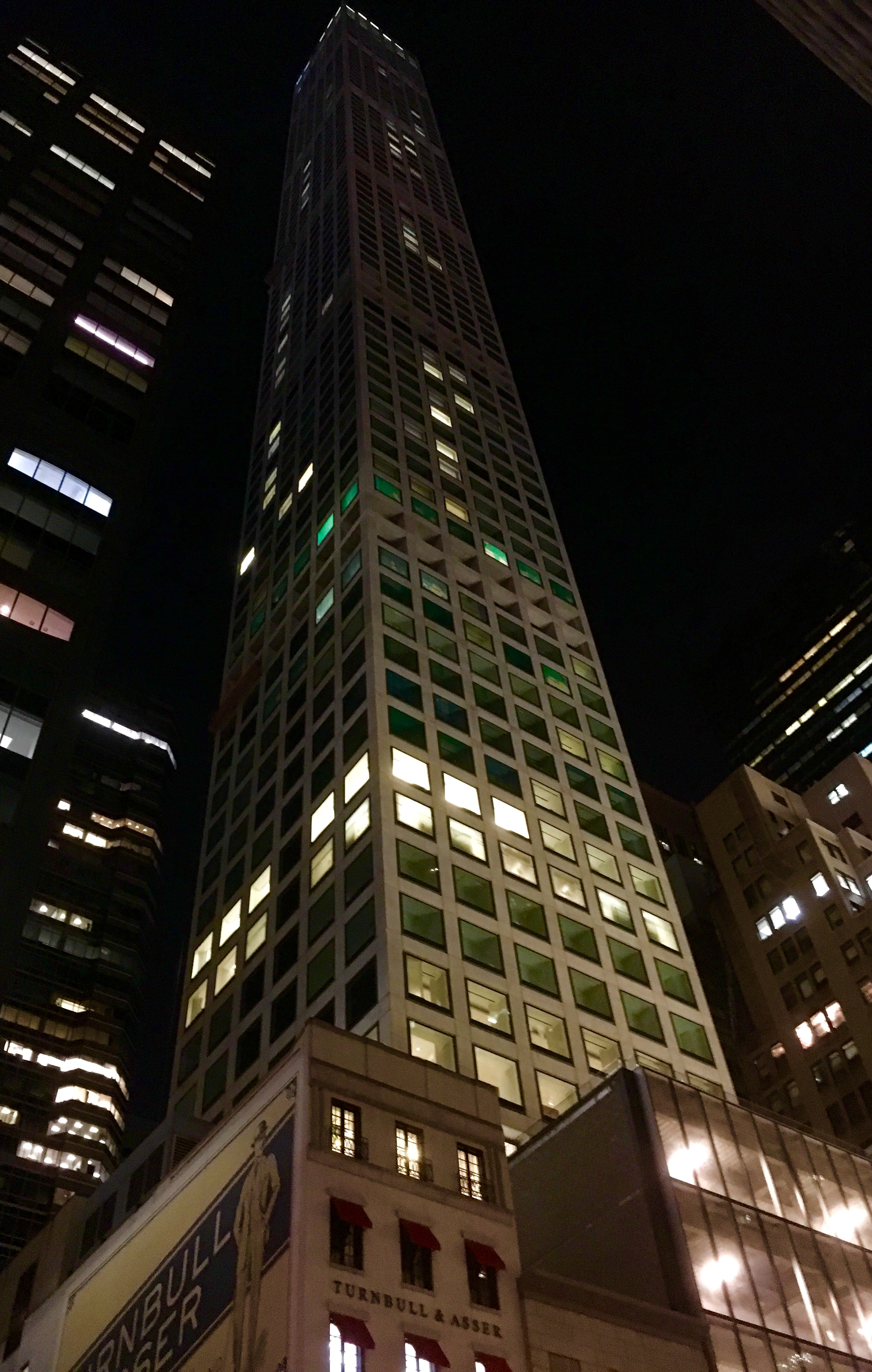
432 파크의 야경.

## 같이 보기
- 마천루 목록
- 미국의 마천루 목록
- 뉴욕의 마천루 목록
- 제 1 세계 무역 센터 (현재 미국 최고층 빌딩 겸 뉴욕 최고층 빌딩)
- 센트럴 파크 타워
- 원57